# ピラゾロン

3-ピラゾロン

5-ピラゾロン

ピラゾロン (pyrazolone) は複素環式化合物に分類されるγ-ラクタム（五員環のラクタム）でカルボニル基を有する化合物。ピラゾリンの水素基の一つがカルボニル基に置換した構造を有し、3-ピラゾロンと5-ピラゾロンが存在する。誘導体の解熱鎮痛剤は、ピリン系と総称される。

## 合成
主にホルミル酢酸エチルとヒドラジンより生成する。

## 性質
結晶は針状で、有機物では珍しく水に可溶である。主な用途は、ピラゾロン染料の原料になる。
誘導体は主に解熱鎮痛剤として用いられるアンチピリン、メタミゾール、フェニルブタゾン、クロフェゾン、スルピリンなどがある。これらはピリン系薬剤と総称される。アレルギーが生じやすいなど、副作用がとても多く、21世紀には滅多に使われない。
フェニルピラゾロン誘導体は、ピラゾロン誘導体にフェニル基の構造が付加された化合物のことである。
アンチピリン、アンピロンなどが該当する。フェニルピラゾロン誘導体は、日本の競馬における禁止薬物（競走馬理化学研究所#日本の競馬における禁止薬物一覧参照。）に含まれている。